# Dolmen von Dégoutay

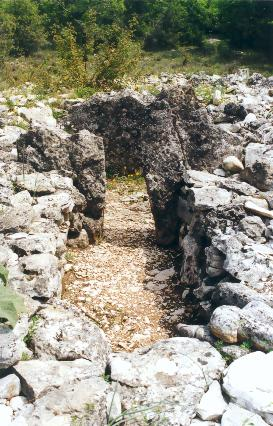
Dolmen von Dégoutay

Der Dolmen von Dégoutay (auch Tumulus des Mauvans genannt) liegt auf einem weitgehend erhaltenen runden Steinhügel im Wald bei Saint-Vallier-de-Thiey im Département Alpes-Maritimes in Frankreich. Dolmen ist in Frankreich der Oberbegriff für neolithische Megalithanlagen aller Art (siehe: Französische Nomenklatur).
Der Dolmen wurde 1880 von Casimir Bottin entdeckt und beschrieben. Nach seiner Beschreibung bedeckte der Steinhügel damals eine Fläche von 25 Quadratmetern. Die trapezförmige Kammer wird von fünf groben Steinplatten gebildet. Die größte ist die Endplatte im Osten. Sie misst 1,7 × 1,1 m. Die seitlichen Platten werden maßgeblich durch Trockenmauerwerk ergänzt. Auf der Westseite lassen zwei große Frontplatten Platz für den mittigen Zugang, der durch niedrigere Platten und Aufmauerungen gebildet wird. Innerhalb der Kammer bedeckte die zerbrochene Deckenplatte (1,32 × 0,82 m) die Funde.
Da sich die Skelette nicht im anatomischen Verbund befanden, glaubt Bottin, dass er auf eine gestörte Kammer traf. Bottin fand mittig die Kiefer, barg 230 Zähne und schloss daraus auf die Beisetzung von 8 bis 10 Erwachsenen und eines Kindes von 16 bis 18 Monaten.
Zu den Funden gehören: eine sehr grobe Keramikvase, drei halbmondförmig zugearbeitete mittig durchlochte Anhänger aus Eberhauern, drei Ketten mit kleinen Perlen und Schalen kleiner Landschnecken (Helix obvoluta), eine Bronze, drei kleine Knochen, mehrere kleine fossile Muscheln aus geologischen Schichten, die nicht in der näheren Umgebung zu finden sind, und Fragmente aus Bergkristall.
In der Nähe liegen der Dolmen Tombe de la Colle, der Dolmen de la Verdoline und die Tumuli von Caillassou.